# Пишна, Йозеф
Йозеф Пишна (чеш. Josef Pišna, нем. Josef Pischna, в русских источниках Иосиф Пишна; настоящее имя Ян Пишна, поэтому в некоторых источниках фигурирует как Иоганн Пишна; 15 июня 1826, Эрдишовиц, Богемия, ныне в составе общины Милин, район Пршибрам, Чехия — 19 октября 1896, Прага) — чешский музыкальный педагог и композитор.
Окончил Пражскую консерваторию (1846) по классу гобоя. После этого отправился в Одессу, где недолгое время дирижировал духовым оркестром, а затем в 1849—1884 гг. работал в Москве как музыкальный педагог. Преподавал в Николаевском сиротском институте, Екатерининском институте благородных девиц и частным образом. Публиковал за свой счёт небольшие собственные сочинения, среди которых «Песнь Маргариты» из «Фауста» Гёте, марш «За Балканы!», Траурный марш (на смерть Александра II) и др. В 1884 году вернулся в Чехию.
Наибольшую известность приобрёл как автор сборника продвинутых технических упражнений (нем. 60 fortschreitende Uebungen für Klavierspieler, фр. 60 Exercices progressifs; 1887), в дальнейшем многократно переиздававшегося (в том числе под названием «Ежедневные упражнения», нем. Tägliche Studien). Исходя из педагогической методики Пишны, Бернхард Вольф составил сборник подготовительных упражнений, работа над которыми должна предшествовать освоению сборника Пишны, — этот сборник получил название «Малый Пишна» (нем. Der Kleine Pischna), в связи с чем собственный сборник Пишны иногда называют «Большой Пишна». Упражнения Пишны рекомендовал, в частности, Иосиф Гофман.